# بردلی جانکشن (فلوریدا)
بردلی جانکشن (به انگلیسی: Bradley Junction) یک منطقهٔ مسکونی در ایالات متحده آمریکا است که در شهرستان پولک، فلوریدا واقع شده‌است. بردلی جانکشن ۶۸۶ نفر جمعیت دارد و ۴۲٫۰۶ متر بالاتر از سطح دریا قرار دارد.